# Молителките
Молителките (на гръцки: Ικέτιδες) е ранна трагедия на Есхил.
Тя показва особеностите на ранното творчество на знаменития трагик. За първи път е играна вероятно около 470 г. пр.н.е. като първа пиеса от трилогия, която включва загубените пиеси „Египтяните“ и „Дъщерите на Данай“. Съществуването на трилогия се потвърждава от публикация от 1952 година, базирана на открити древни папируси, според които трагедията трябва да е написана около 463 година пр.н.е.
Дълго време се счита, че това е най-ранната трагедия на Есхил, но през ХХ век се установява, че е втората поред след „Персите“.